# Bönestund i moskén
Bönestund i moskén (franska: La Prière à la mosquée) är en oljemålning av den franske konstnären Jean-Léon Gérôme. Den målades 1871 och ingår sedan 1887 i samlingarna på Metropolitan Museum of Art i New York. 
Bilden visar det inre av Amr ibn al-As-moskén som byggdes på 600-talet i Fustat i Gamla Kairo. Raderna av tillbedjare, allt från dignitären med egen bönematta i förgrunden till den trasklädda helige mannen i bakgrunden, vänder sig alla mot Mecka under en av de fem dagliga bönerna (Salah). 
Gérôme reste mycket i Mellanöstern; mer än två tredjedelar av hans målningar ägnas åt orientalistiska ämnen. Orientalismen var en stark strömning i Frankrike allt sedan Napoleons invasion av Egypten 1798 och när Société des Peintres Orientalistes Français grundades 1893 utnämndes Gérôme till hedersordförande. Hans första besök i Egypten skedde 1856, men Bönestund i moskén tillkom efter ett besök 1868. Det är dock osannolikt att Gérôme bevittnade en bön i just denna moské, som 1868 hade förfallit och inte längre användes. Snarare är bilden en sammansättning av skisser och fotografier från olika platser.